# Loa de los Santos Reyes Magos
La Loa de los Santos Reyes Magos es una puesta en escena en vivo, con más de 40 actores espontáneos propios del municipio de Baranoa, que cuenta la llegada de los Reyes Magos al portal de Belén y su paso inesperado por el palacio de Herodes el Grande, quien al final es consumido por su propia locura por el no regreso de los Reyes Magos y llevado en brazos del mismo demonio.

## Historia

### Inicios
Históricamente, la Loa de los Santos reyes Magos es una celebración de origen español, introducida por un sacerdote a mediados de 1877. La tradición oral dice que fue un sacerdote llamado Santiago Felipe Acosta Sánchez, quien introdujo en el municipio de Baranoa dicho acto. Se afirma también que el sacerdote Acosta Sánchez es el autor de los libretos originales de la Loa. 
El historiador Hugo Viloria, en su libro "Monografía sobre Baranoa", relata los albores de esta escenificación así:

“El 6 de enero, día de Reyes tiene fama en el atlántico por la forma tan típica como se festeja en Baranoa. Ese día durante la madrugada, es representada por individuos famosos en el pueblo, por sus cualidades artísticas, la llegada de los Reyes Magos a Belén. El pueblo integro llena la plaza para presenciar este espectáculo. La población es invadida completamente por habitantes de Barranquilla y demás municipios vecinos, que llenan el ambiente de fiesta y alegría. Para ese día,  sobran las diversiones, salen a relucir los más típicos bailadores en las cumbiambas y en las gaitas que se instalan en la plaza y la muchedumbre se divierte bailando alegremente. Niños, jóvenes y viejos, abandonan sus casas y gozan alegremente este día”
Hugo Viloria

### El libreto
El autor del libreto de la Loa hace de los 18 versículos del evangelio de Mateo una pieza teatral que escenifica el viaje de los Reyes Magos por “escabrosos caminos”, buscando el sitio donde habría nacido el Mesías. La obra está dividida en cuatro actos:
1. Interrogatorio de la guardia a los Reyes Magos.
2. Diálogo del Rey Herodes con los Reyes Magos.
3. Adoración de los Reyes Magos al Mesías.
4. Soberbia del Rey Herodes por el no regreso de los Reyes Magos a su palacio imperial.

El libreto original o la copia más antigua de la Loa se quemó en el incendio de la Iglesia Nuestra Señora Santa Ana ocurrido el 11 de marzo de 1895. Sin embargo, copias manuscritas fueron rescatadas de las llamas para poder reconstruir el libreto. No obstante, como reconoce el historiador Benjamín Latorre en su libro "Baranoa y su Loa", se recurrió a la prodigiosa memoria de los actores de la época para no dejar que las llamas, volvieran cenizas una tradición que empezaba a echar raíces en la pequeña aldea de 3.904 habitantes. Hecho que lograron, pues 135 años después sigue haciéndose memoria de la Loa como tradición escénica religiosa popular que identifica a Baranoa. 

¡Oh! que favorable,   
El cielo nos demuestra la verdad
Que esa estrella reluciente
Nos la da como señal.
Por lo que hemos merecido
Miremos con unidad 
Los tres en esta hora 
Donde puedo conceptuar
Que la mano de aquel Dios 
Supremo de la verdad,
Todo lo tiene dispuesto
Con gran uniformidad.
Fragmento del libreto de la Loa

### Personajes
Desde sus inicios los personajes en la escenificación  de la loa eran: Melchor, Gaspar, Baltasar, El Ángel, Herodes, Centinela, Sabio Tolomeo, Doctor de la Ley y el  Diablo. Es decir  nueve actores. Mucho tiempo después del diálogo o versos del centinela uno, se sacaron versos o textos para los centinelas dos y tres. Es la primera ampliación del grupo de personajes en la dramatización. No se hicieron modificaciones al texto del libreto. 
Es para la Loa del 6 de enero de 1958, cuando la escenificación empieza a  mejorar considerablemente y quedan atrás los años de “rudimentaria representación escénica”, como la considerara el cronista del Diario del Caribe en su nota periodística del 8 de enero de 1957. El colectivo artístico de jóvenes defensores de la tradicional Loa, a cuya cabeza se encontraba Nicolás Cantillo Araújo, consiguen con el apoyo del sacerdote Juan de Jesús Serna, párroco de Baranoa, a quien el conocido historiador Alfredo de la Espriella brindara asesoría y dirección para el montaje de la pieza teatral del año 1958.  

### Cronología
| Año                                 | Evento |
| ----------------------------------- | --- |
| 6 de enero alrededor de 1870 – 1880 | Arco de tiempo sugerido para las primeras escenificaciones de la Loa |
| 1862                                | La Loa se escenifica en el atrio de la Iglesia Santa Ana |
| 11 de marzo de 1894                 | La Guerra Civil destruye gran parte de la Iglesia y se queman los libretos originales de la Loa. |
| 1938                                | Se publica el libreto de la Loa al pie de la letra, y permanece hasta este año sin modificación alguna. |
| 1953                                | El palacio de Herodes hasta entonces había sido decorado con palmas de cocotero y cortinas de tela. |
| 6 de enero de 1958                  | La Loa empieza dejar atrás su rudimentaria representación escénica y empieza a consolidarse como una tradición fuerte. |
| 1957                                | La Alcaldía Municipal solicita a la extensión cultural de la Gobernación del Atlántico, a cargo de Alfredo de la Espriella, la dirección de la obra por solicitud del párroco Juan de Jesús Serna. |
| 1960                                | Los costos de la obra se incrementan y la parroquia cede la dirección y organización a la Alcaldía Municipal. |
| 1960 – 1970                         | La escenografía queda a cargo de Antonio Estrada, reconocido pintor y escultor y Miguel Pérez. |
| 1970                                | Aparece por primera vez el personaje de la Reina del Palacio. |
| 1980                                | La escenografía queda a cargo de Roberto Altamar, Alexander Estrada, Alfredo Llanos y Senén Redondo, dándole un aire visual muy similar al histórico y elogiado por muchos. |
| 1985                                | El grupo de teatro La Cuerda recibe la escenificación de manos de la Alcaldía Municipal. |
| 1988                                | Los personajes de la Virgen y San José adquieren diálogos por primera vez creados por Manuel Patrocinio Algarín y revisados por el sacerdote Francisco Sierra. |
| 6 de enero de 1985                  | La Loa deja de escenificarse a las 4:00 a. m. y se realiza a las 8:00 p. m. |
| Fecha desconocida                   | María esperanza Algarín crea los diálogos de los pastores. |
| Fecha desconocida                   | Vera Rodríguez incluye en la obra la danza árabe y las esclavas. |
| 1985                                | La Loa se convierte en un espectáculo artístico y abandona su justificación religiosa. |
| 1992                                | El niño Dios de yeso es remplazado por un niño recién nacido y la Loa pasa a manos de la Casa de la Cultura. |
| Fecha desconocida                   | Se realiza la primera versión de la Loa Juvenil, perfilando entonces la preservación de la Loa. |
| 10 de junio de 2002                 | La Loa es declarada Patrimonio Religioso y Cultural de Baranoa por el Acuerdo N° 011. |
| 8 de junio de 2005                  | La Loa es declarada Patrimonio Histórico y Cultural del Departamento del Atlántico por el Acuerdo N° 000011 |
| 6 de enero de 2007                  | Se transmite por primera vez en Vivo la Loa de los Santos Reyes Magos por el canal regional Telecaribe. |
| 2013                                | La Loa es Declarada Bien de Interés Cultural del Departamento del Atlántico. |
| 2010                                | Inicia proceso de declaratoria de la Loa como Patrimonio Cultural de la Nación, la Loa pasa en segundo debate en la Cámara de Representantes, faltándole dos debates en el Senado para convertirse en Ley. |
| 2021                                | Por primera vez en la historia la Loa no se realiza en versión abierta al público debido a la pandemia por el covid-19. En cambio, se transmitió una versión por el canal regional Telecaribe. |
| 2022                                | Se retoma la realización presencial de la obra en la Plazoleta Manuel Patrocinio Algarín, donde asisten con todos los protocolos de bioseguridad 3.000 personas, que se unen a otras 3.000 que se conectaron a través de las redes sociales en la transmisión en vivo que también se vio por el Canal Telecaribe. |

### Versión para televisión
En un hecho sin precedentes y que nunca había sucedido antes, debido a la pandemia generada por el COVID-19, en el 2021 la Loa De los Santos Reyes Magos se trasladó desde la Plazoleta Manuel Patrocinio Algarín, donde usualmente se realizaba, para irse a una versión en la pantalla chica. Una versión televisiva fue transmitida por el Canal Telecaribe el 8 de enero de 2021 a las 9:00 p. m. Para esto se construyó el palacio de Herodes en un set de grabación ubicado en el Colegio Lourdes del municipio, donde se grabaron con todos los protocolos de bioseguridad las escenas en el palacio.